# Матуліс Юозас Юозович
Юозас Юозович Матуліс (19 березня 1899, село Татконіс Віленської губернії, тепер Литва — 25 червня 1993, місто Вільнюс, Литва) — литовський і радянський вчений, хімік, президент Академії наук Литовської РСР. Кандидат у члени Бюро ЦК КП Литви з 1957 по 1 березня 1960 року. Депутат Верховної ради Литовської РСР. Депутат Верховної Ради СРСР 3—10-го скликань. Доктор хімічних наук (1934), професор (1940). Академік Академії наук Литовської РСР (1941), член-кореспондент Академії наук СРСР (1946). Герой Соціалістичної Праці (1.10.1965).

## Життєпис
Народився в селянській родині. У 1914—1917 роках навчався в гімназії в місті Лібаві (Лієпаї). З 1920 року працював наглядачем телефонної станції в Литовській республіці.
У 1924 році закінчив вечірню профспілкову школу в Каунасі і вступив на технічний факультет Литовського університету. У 1925 році перевівся на хімічне відділення факультету математичних наук та природознавства, тоді ж вступив до молодіжної організації Литовської соціал-демократичної партії. У 1928 році прийнятий в університет на посаду молодшого лаборанта. У 1929 році закінчив Каунаський університет.
З 1930 року — головний асистент кафедри хімії Каунаського університету. У 1931—1933 роках стажувався в Лейпцизькому університеті Німеччини. З 1936 року — доцент, завідувач кафедри Вільнюського університету.
У 1940—1941 роках — завідувач кафедри фізичної хімії, декан факультету математичних наук та природознавства Вільнюського державного університету Литовської РСР.
У 1944—1945 роках — проректор Вільнюського державного університету Литовської РСР.
У 1945—1946 роках — голова Організаційного комітету Академії наук Литовської РСР.
У 1946—1984 роках — президент Академії наук Литовської РСР.
Член ВКП(б) з 1950 року.
Одночасно, в 1956—1976 роках — директор Інституту хімії і хімічної технології АН Литовської РСР.
У 1959—1963 роках — заступник головного редактора, в 1963—1971 роках — головний редактор «Литовської радянської енциклопедії».
У 1984—1990 роках — член Президії Академії наук Литовської РСР.
Здійснив 59 наукових відкриттів у галузі фотохімії, електрохімії, дослідження швидкості протікання хімічних реакцій, розроблення наукових основ технології покриттів із заданими властивостями. Автор понад 200 підручників, монографій та наукових статей, у тому числі фундаментального курсу колоїдної хімії (вид. 1947, Каунас) та керівництва з фізичної хімії (вид. 1948, Каунас).
Помер 25 червня 1993 року в місті Вільнюсі.

## Нагороди
- Герой Соціалістичної Праці (1.10.1965)
- п'ять орденів Леніна (20.07.1950; 5.04.1958; 1.10.1965; 18.03.1969; 16.03.1979)
- чотири ордени Трудового Червоного Прапора (08.04.1947; 19.07.1948; 19.09.1953; 17.09.1975)
- орден Дружби народів (16.03.1984)
- медаль імені С. І. Вавілова Академії наук СРСР (1970)
- медалі
- Заслужений діяч науки Литовської РСР (1945)